# Émile Borel
Félix Édouard Justin Émile Borel, francoski matematik in politik, * 7. januar 1871, Saint-Affrique, Francija,† 3. februar 1956, Pariz, Francija.

## Življenje in delo
Borel je doktoriral na École Normale Supérieure leta 1893 pod Darbouxjevim mentorstvom z dizertacijo Sur quelques points de la théorie des fonctions. Po doktoratu je bil tri leta izredni profesor (maître de conférences) na Univerzi v Lillu kjer je objavil 22 člankov. V Pariz se je vrnil januarja 1897. Na École Normale Supérieure so ga imenovali za izrednega profesorja. Tega leta je bil tajnik na prvem Mednarodnem matematičnem kongresu v Zürichu. V letu 1899 je uvedel pojem Borelove vsote, sumacijsko metodo za divergentne vrste.
Deloval je zlasti na področju teorije mere. Skupaj z Baireom in Lebesgueom je bil pionir na področju teorije mere in njene uporabe v teoriji verjetnosti. Borelova možica je vsaka množica v topološkem prostoru, ki se jo da tvoriti iz odprtih množic (ali enakovredno iz zaprtih množic) z operacijami števne unije, števnega preseka ali relativnega komplementa. V eni od njegovih knjig o verjetnosti iz leta 1909 se je pojavil zanimiv miselni preskus, ki je v popularni kulturi postal znan kot izrek o neskončni opici. Objavil je tudi niz raziskovalnih člankov (1921-27) v katerih je prvič definiral strategijo v teoriji iger.
Znan je njegov izrek v teoriji diofantskih približkov.
Leta 1913 in 1914 je v svojem razlagalnem delu povezal hiperbolično geometrijo in posebno teorijo relativnosti.
V 1920-ih, 1930-ih in 1940-ih je bil dejaven v politiki. Leta 1922 je ustanovil ISUP, najstarejšo francosko šolo za statistiko. Med letoma 1924 in 1936 je bil član Fracoske narodne skuščine. Leta 1925 je bil pomorski minister v kabinetu Paula Painlevéa. Med 2. svetovno vojno je bil član francoskega odpora.